# Tour de Catalogne 1957
Le Tour de Catalogne 1957 est la 37e édition du Tour de Catalogne, une course cycliste par étapes en Espagne. L’épreuve se déroule sur 10 étapes entre le 1er et le 8 septembre 1957, sur un total de 1 296,8 km. Le vainqueur final est l'Espagnol Jesús Loroño, devant Salvador Botella et René Marigil.

## Étapes
| Étape | Date        | Parcours                              | km    | Vainqueur d’étape      | Leader du classement général |
| ----- | ----------- | ------------------------------------- | ----- | ---------------------- | ---------------------------- |
| 1re   | 1 septembre | Montjuïc - Montjuïc (Barcelone)       | 46,4  | Miguel Poblet (ESP)    | Miguel Poblet (ESP)          |
| 2e    | 1 septembre | Barcelone - Reus                      | 121,0 | Roger Buchonnet (FRA)  | Miguel Poblet (ESP)          |
| 3e    | 2 septembre | Reus - Vinaròs                        | 160,0 | Willy Schroeders (BEL) | Aniceto Utset (ESP)          |
| 4e    | 3 septembre | Vinaròs - La Vall d'Uixó              | 115,0 | Jos Hoevenaers (BEL)   | Jos Hoevenaers (BEL)         |
| 5e    | 3 septembre | La Vall d'Uixó - La Vall d'Uixó (clm) | 34,0  | Jesús Loroño (ESP)     | Federico M. Bahamontes (ESP) |
| 6e    | 4 septembre | La Vall d'Uixó - Tortosa              | 149,0 | Hilaire Couvreur (BEL) | Federico M. Bahamontes (ESP) |
| 7e    | 5 septembre | Tortosa - Lleida                      | 186,0 | Gabriel Company (ESP)  | Federico M. Bahamontes (ESP) |
| 8e    | 6 septembre | Lleida - Puigcerdà                    | 186,0 | Salvador Botella (ESP) | Jesús Loroño (ESP)           |
| 9e    | 7 septembre | Puigcerdà - Granollers                | 169,0 | Santiago Mostajo (ESP) | Jesús Loroño (ESP)           |
| 10e   | 8 septembre | Granollers - Montjuïc (Barcelone)     | 127,8 | Miguel Poblet (ESP)    | Jesús Loroño (ESP)           |

### Étape 1. Barcelone - Barcelone. 48,4 km
|   | Cycliste         | Équipe              | Temps           |
| - | ---------------- | ------------------- | --------------- |
| 1 | Miguel Poblet    | CC Granollers-Faema | 1 h 08 min 41 s |
| 2 | Aniceto Utset    | AD Mobylette        | m.t.            |
| 3 | Santiago Mostajo | CC Granollers-Faema | m.t.            |

|   | Cycliste         | Équipe              | Temps           |
| - | ---------------- | ------------------- | --------------- |
| 1 | Miguel Poblet    | CC Granollers-Faema | 1 h 08 min 41 s |
| 2 | Aniceto Utset    | AD Mobylette        | m.t.            |
| 3 | Santiago Mostajo | CC Granollers-Faema | m.t.            |

### Étape 2. Barcelone - Reus. 121,0 km
|   | Cycliste         | Équipe  | Temps           |
| - | ---------------- | ------- | --------------- |
| 1 | Roger Buchonnet  |         | 3 h 02 min 50 s |
| 2 | Edgard Sorgeloos |         | + 7 s           |
| 3 | Alfredo Esmatges | Polkafé | m.t.            |

|   | Cycliste      | Équipe              | Temps           |
| - | ------------- | ------------------- | --------------- |
| 1 | Miguel Poblet | CC Granollers-Faema | 4 h 11 min 40 s |
| 2 | Aniceto Utset | AD Mobylette        | m.t             |
| 3 | Wout Wagtmans |                     | m.t.            |

### Étape 3. Reus - Vinaròs. 160,0 km
|   | Cycliste          | Équipe   | Temps           |
| - | ----------------- | -------- | --------------- |
| 1 | Willy Schroeders  |          | 4 h 23 min 45 s |
| 2 | Salvador Botella  | GD Faema | m.t.            |
| 3 | Pablo Coscolluela |          | + 3 s           |

|   | Cycliste      | Équipe       | Temps           |
| - | ------------- | ------------ | --------------- |
| 1 | Aniceto Utset | AD Mobylette | 8 h 35 min 28 s |
| 2 | Wout Wagtmans |              | m.t.            |
| 3 | Juan Campillo | AD Mobylette | + 11 s          |

### Étape 4. Vinaròs - La Vall d'Uixó. 115,0 km
|   | Cycliste       | Équipe | Temps           |
| - | -------------- | ------ | --------------- |
| 1 | Jos Hoevenaers |        | 3 h 15 min 28 s |
| 2 | Mies Stolker   |        | m.t.            |
| 3 | Gabriel Mas    |        | + 1 min 23 s    |

|   | Cycliste               | Équipe       | Temps            |
| - | ---------------------- | ------------ | ---------------- |
| 1 | Jos Hoevenaers         |              | 11 h 51 min 57 s |
| 2 | Federico M. Bahamontes | AD Mobylette | + 1 min 20 s     |
| 3 | Gabriel Mas            |              | + 1 min 33 s     |

### Étape 5. La Vall d'Uixó - La Vall d'Uixó. 40,0 km (clm)
|   | Cycliste               | Équipe       | Temps           |
| - | ---------------------- | ------------ | --------------- |
| 1 | Jesús Loroño           |              | 1 h 01 min 55 s |
| 2 | Federico M. Bahamontes | AD Mobylette | + 15 s          |
| 3 | Francisco Masip        | AD Mobylette | + 31 s          |

|   | Cycliste               | Équipe       | Temps            |
| - | ---------------------- | ------------ | ---------------- |
| 1 | Federico M. Bahamontes | AD Mobylette | 12 h 55 min 27 s |
| 2 | Jesús Loroño           |              | + 30 s           |
| 3 | Francisco Masip        | AD Mobylette | + 1 min 01 s     |

### Étape 6. La Vall d'Uixó - Tortosa. 149,0 km
|   | Cycliste          | Équipe | Temps           |
| - | ----------------- | ------ | --------------- |
| 1 | Hilaire Couvreur  |        | 4 h 01 min 30 s |
| 2 | Mies Stolker      |        | + 33 s          |
| 3 | Leo van der Pluym |        | + 1 min 08 s    |

|   | Cycliste               | Équipe       | Temps            |
| - | ---------------------- | ------------ | ---------------- |
| 1 | Federico M. Bahamontes | AD Mobylette | 16 h 58 min 31 s |
| 2 | Jesús Loroño           |              | + 30 s           |
| 3 | Francisco Masip        | AD Mobylette | + 1 min 01 s     |

### Étape 7. Tortosa - Lleida. 186,0 km
|   | Cycliste        | Équipe              | Temps           |
| - | --------------- | ------------------- | --------------- |
| 1 | Gabriel Company | Faema               | 4 h 52 min 16 s |
| 2 | Miguel Poblet   | CC Granollers-Faema | + 1 min 19 s    |
| 3 | Vicente Iturat  | GD Faema            | m.t.            |

|   | Cycliste               | Équipe       | Temps            |
| - | ---------------------- | ------------ | ---------------- |
| 1 | Federico M. Bahamontes | AD Mobylette | 21 h 52 min 06 s |
| 2 | Jesús Loroño           |              | + 30 s           |
| 3 | Francisco Masip        | AD Mobylette | + 1 min 01 s     |

### Étape 8. Lleida - Puigcerdà. 186,0 km
|   | Cycliste               | Équipe       | Temps           |
| - | ---------------------- | ------------ | --------------- |
| 1 | Salvador Botella       | GD Faema     | 5 h 10 min 15 s |
| 2 | René Marigil           | AD Mobylette | m.t.            |
| 3 | Antonio Jiménez Quiles | Gamma        | + 2 s           |

|   | Cycliste         | Équipe               | Temps            |
| - | ---------------- | -------------------- | ---------------- |
| 1 | Jesús Loroño     |                      | 27 h 02 min 53 s |
| 2 | Luis Otaño       | R.U. de Irún-Palmera | + 1 min 25 s     |
| 3 | Salvador Botella | GD Faema             | + 1 min 43 s     |

### Étape 9. Puigcerdà - Granollers. 169,0 km
|   | Cycliste         | Équipe              | Temps           |
| - | ---------------- | ------------------- | --------------- |
| 1 | Santiago Mostajo | CC Granollers-Faema | 4 h 43 min 27 s |
| 2 | Miguel Poblet    | CC Granollers-Faema | + 42 s          |
| 3 | Alfredo Esmatges | Polkafé             | m.t.            |

|   | Cycliste         | Équipe       | Temps            |
| - | ---------------- | ------------ | ---------------- |
| 1 | Jesús Loroño     |              | 31 h 47 min 51 s |
| 2 | Salvador Botella | GD Faema     | + 1 min 41 s     |
| 3 | René Marigil     | AD Mobylette | + 2 min 33 s     |

### Étape 10. Granollers - Barcelone. 122,0 km
|   | Cycliste      | Équipe              | Temps           |
| - | ------------- | ------------------- | --------------- |
| 1 | Miguel Poblet | CC Granollers-Faema | 3 h 06 min 48 s |
| 2 | Gabriel Mas   |                     | m.t.            |
| 3 | Aniceto Utset | AD Mobylette        | m.t.            |

|   | Cycliste         | Équipe       | Temps            |
| - | ---------------- | ------------ | ---------------- |
| 1 | Jesús Loroño     |              | 34 h 56 min 49 s |
| 2 | Salvador Botella | GD Faema     | + 1 min 41 s     |
| 3 | René Marigil     | AD Mobylette | + 2 min 33 s     |

## Classement final
| Pos. | Cycliste                     | Équipe               | Temps            |
| ---- | ---------------------------- | -------------------- | ---------------- |
| 1    | Jesús Loroño (ESP)           |                      | 34 h 56 min 49 s |
| 2    | Salvador Botella (ESP)       | GD Faema             | + 1 min 41 s     |
| 3    | René Marigil (ESP)           | AD Mobylette         | + 2 min 33 s     |
| 4    | Luis Otaño (ESP)             | R.U. de Irún-Palmera | + 3 min 00 s     |
| 5    | Antonio Jiménez (ESP)        | Gamma                | + 4 min 29 s     |
| 6    | Miguel Pacheco (ESP)         | GD Faema             | + 5 min 42 s     |
| 7    | Bernardo Ruiz (ESP)          | CC Granollers-Faema  | + 7 min 52 s     |
| 8    | Mies Stolker (NED)           |                      | + 9 min 47 s     |
| 9    | Gabriel Mas (ESP)            |                      | + 13 min 04 s    |
| 10   | Federico M. Bahamontes (ESP) | AD Mobylette         | + 14 min 35 s    |

## Classements annexes
| Pos. | Cycliste                     | Équipe       | Points |
| ---- | ---------------------------- | ------------ | ------ |
| 1    | Alfredo Esmatges (ESP)       | Polkafé      | 22     |
| 2    | Salvador Botella (ESP)       | GD Faema     | 16     |
| 3    | Federico M. Bahamontes (ESP) | AD Mobylette | 14     |

| Pos. | Cycliste               | Équipe              | Points |
| ---- | ---------------------- | ------------------- | ------ |
| 1    | Alfredo Esmatges (ESP) | Polkafé             | 18     |
| 2    | Vicente Iturat (ESP)   | GD Faema            | 12     |
| 3    | Miguel Poblet (ESP)    | CC Granollers-Faema | 6      |